# Маргарет Мид
Маргарет Мид (енгл. Margaret Mead; Филаделфија, 16. децембар 1901 — Њујорк, 15. новембар 1978) америчка је културалана антрополошкиња, која је често била истакнута књижевница и говорниица током 1960-их и 1970-их година у мас-медијима. Дипломирала је на Барнард колеџу у Њујорку, а магистрирала и докторирала такође на Универзитету Колумбија. Мид је служила као председник Америчког удружења за унапређење науке 1975. године.
Истовремено је популаризовала схватања антропологије у модерној америчкој и западној култури, а с друге стране била и угледна, често контроверзна, академска антрополошкиња. Њени извештаји о ставовима према сексу у традиционалним културама у јужном Пацифику и југоисточној Азији обликовали су сексуалну револуцију 1960-их година.
Као англиканка, Маргарет Мид је одиграла значајну улогу у изради америчке епископске Књиге заједничке молитве из 1979. године.

## Биографија
Маргарет Мид је рођена у квекерској породици у Филаделфији. Њен отац је био професор из Вартоновој пословној школи, Универзитета у Пенсилванији, а мајка је по професији била социолог и радила је са италијанским имигрантима. Након годину дана студирања на Универзитету у Индијани (1919), пребацила се на Барнард колеџ у Њујорку, где је 1923. године дипломирала. На истом месту је и магистрирала годину дана касније. На њене научне погледе и ставове велики утицај су вршили Рут Бенедикт и Франц Боас. Године 1925. отишла је на теренска истраживања у Полинезију, у Самоу, где је сакупила велику количину материјала о процесу социјализације деце и адолесцената у самоанском друштву.
Након повратка из Полинезије 1926, почела је да ради као кустос у Америчком природњачком музеју, у Њујорку. Године 1929. је одбранила своју докторску тезу на Универзитету Колумбија.
Три пута се удавала, сваки пут са антропологом.

## Истраживачки интереси
Истраживала је односе између различитих старосних група у традиционалним (папуанском, самоанском, и сл.) и модерним друштвима (генерацијски јаз), дечију психологију са становишта тз. етнопсихологије.
У свом делу „Одрастање у Самои“ (1928) је закључила да није било сукоба нити потешкоћа у социјализацији између старијих генерација и адолесцената у традиционалном друштву.
Маргарет Мид је, такође, идентификовала три главне врсте размене знања између одраслих и деце:
- Постфигуративно – пренос знања са одраслих на децу;
- Кофигуративно – пренос знања деци и одраслима, углавном од стране својих вршњака;
- Префигуративно – пренос знања са деце на одрасле.

## Цитати
- Никада не сумњај да мала група промишљених, посвећених људи може променити свет. У историји је увек било само то довољно.